# 129119 Ericmuhle
129119 Ericmuhle este o planetă minoră (asteroid) din centura de asteroizi. A fost descoperită pe 14 decembrie 2004 la Catalina Station⁠(d) de Catalina Sky Survey. 
Obiectul prezintă o orbită caracterizată de o semiaxă mare de 2,7064260337779 UAi, o excentricitate de 0,04, o înclinație de 5,1 ° în raport cu ecliptica.